# Revolutionsmedaljen
Revolutionsmedaljen var en utmärkelse som instiftades av Gustav III 1772 efter hans oblodiga statsvälvning den 19 augusti samma år.
Den delades ut i två valörer, silver och guld. Bägge tilldelades sådana som lojalt bistått kungen under statsvälvningen. Guldmedaljen utdelades främst till officerare och framstående borgare, den i silver till både civila och militärer. Silvermedaljen bars i ett vitt band, som också var den färg som de kungatrogna använde sig av, bland annat genom att knyta vita armbindlar om vänster överarm. Guldmedaljen bars i Svärdsordens gula band med blå kanter.

## Utseende
Medaljens åtsida visar en bröstbild av Gustaf III i profil, iklädd rustning. Inskriptionen lyder på latin:
| ” | GUSTAVUS III D G REX SVECIAE (Gustav III av Guds Nåde Sveriges Konung) | „ |

Medaljens frånsida visar ett landskap och en bikupa samt en svärm bin. Inskriptionen lyder;
| ” | CONCORDES REGIQ FIDELES - CIVES HOLMENS AO 1772 D 19 AUG (Endräktiga och Konungen trogna - Stockholms borgare den 19 augusti 1772) | „ |